# Горохов, Виталий Фролович
Вита́лий Фро́лович Горо́хов (р. 19 января 1942, Серов) — российский трубач, артист симфонического оркестра Новосибирской филармонии, доцент Новосибирской консерватории, Заслуженный артист РСФСР (27 марта 1981).

## Биография
Виталий Горохов получил музыкальное образование в Новосибирске у трубача Иосифа Бобровского. В 1964 году Горохов под его руководством окончил Новосибирское музыкальное училище, в 1968 — Новосибирскую консерваторию, в 1978 — ассистентуру-стажировку. Окончив училище, он в 1964 стал солистом симонического оркестра Новосибирской филармонии. Горохов также преподавал в Новосибирской консерватории, став в 1980 году доцентом этого учебного заведения. В 1981 году ему было присвоено звание заслуженный артист РСФСР.